# Iglesia de San Bartolomé (Tejina)
La iglesia de San Bartolomé de Tejina está situada en Tejina, en el término municipal de San Cristóbal de La Laguna, isla de Tenerife (Canarias, España).
Es Bien de Interés Cultural, con categoría de Monumento.

## Descripción
Es un templo de tres naves separadas por arcos rebajados en cantería sobre pilares toscanos de sección cuadrada, destacando el robusto arco toral de medio punto que separa la nave principal del presbiterio, elevado sobre gradas, al igual que la capilla mayor. Los artesonados que cubren las tres naves son de par y nudillo, sin decoración, salvo en los dobles tirantes con ligera decoración de lacería que refuerzan los muros. Las tres capillas de la cabecera poseen artesonados ochavados con decoración de lacería en el harneruelo.
Al exterior, la fachada principal muestra una cierta asimetría con el cuerpo de la espadaña en cantería separando la nave central de la Epístola, con un doble arco de medio punto para campanas. La portada principal en cantería se eleva sobre una escalinata curva, mientras que en los laterales destaca un óculo, y en el lado opuesto el volumen de la torre, con tres cuerpos, rematado por un agudo chapitel.
Los paramentos exteriores de mampostería presentan resaltes en sillares de cantería traduciendo exteriormente las capillas y las esquinas del templo, abriéndose varias ventanas de medio punto y ventanillos que se distribuyen rítmicamente en los paramentos. En el lado de la Epístola una segunda portada presenta arco de medio punto rematado por un frontón triangular. Las naves poseen cubiertas independientes de teja árabe a dos aguas, mientras que las respectivas capillas muestran tres faldones (las laterales) y cuatro la mayor, a mayor altura.
En la iglesia de San Bartolomé se conserva una escultura de Bartolomé el Apóstol probablemente de época de la fundación de la ermita, talla en madera policromada (con repintado probablemente del siglo XIX) de comienzos del siglo XVI. En este caso, el santo apóstol está representado con un gran cuchillo en su mano izquierda, en alusión al martirio que le infligió Astiages, rey de Armenia y hermano del rey Polimio a quien San Bartolomé había convertido al cristianismo.